# Domplatz 6 (Magdeburg)

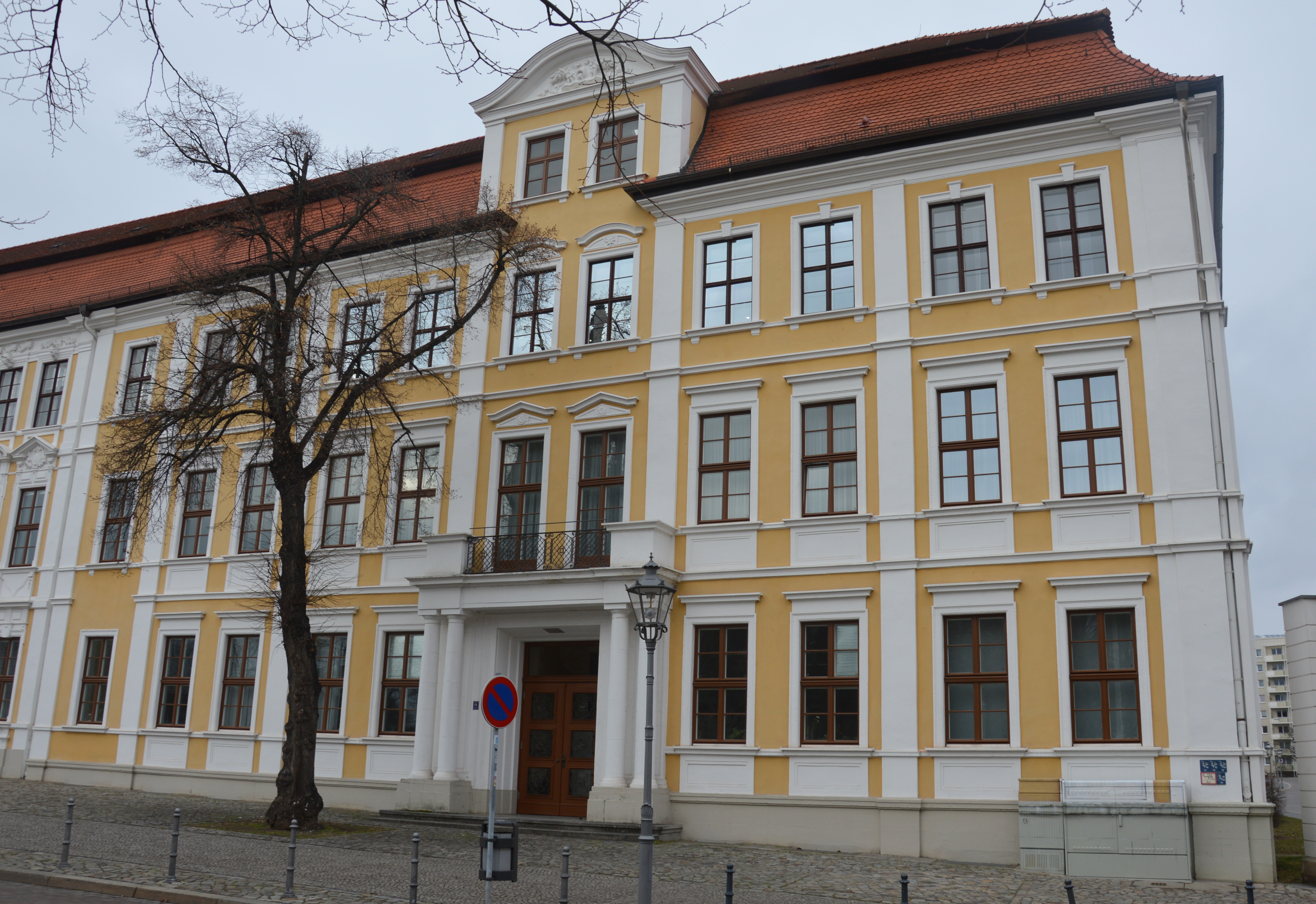
Domplatz 6 im Jahr 2017

Das Haus Domplatz 6 ist ein denkmalgeschütztes Gebäude in Magdeburg in Sachsen-Anhalt. Es ist Teil des Gebäudekomplexes des Landtags von Sachsen-Anhalt.

## Lage
Das Gebäude befindet sich auf der Nordseite des Domplatzes in der Magdeburger Altstadt. Östlich des Gebäudes mündet die Regierungsstraße auf den Domplatz ein. Unmittelbar östlich des Hauses steht das Sterntor, westlich grenzt das gleichfalls denkmalgeschützte Winnebergsches Palais an.

## Geschichte und Architektur

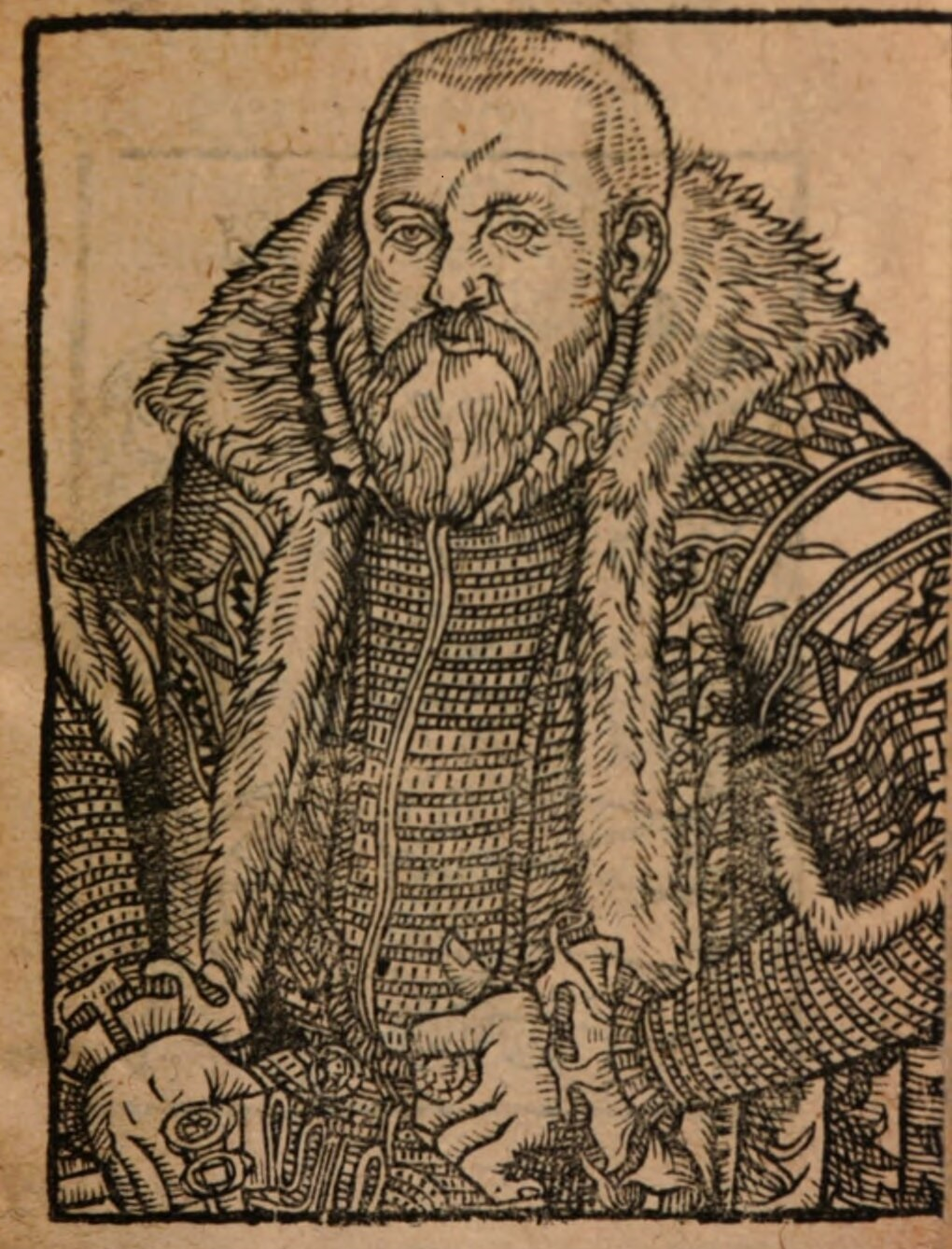
Christoph von Möllendorf, 1575

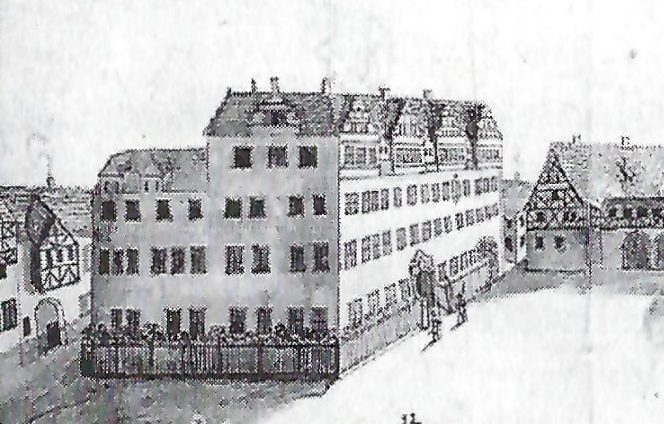
Möllendorfsche Kurie, Blick von Südwesten, zweite Hälfte des 17. Jahrhunderts

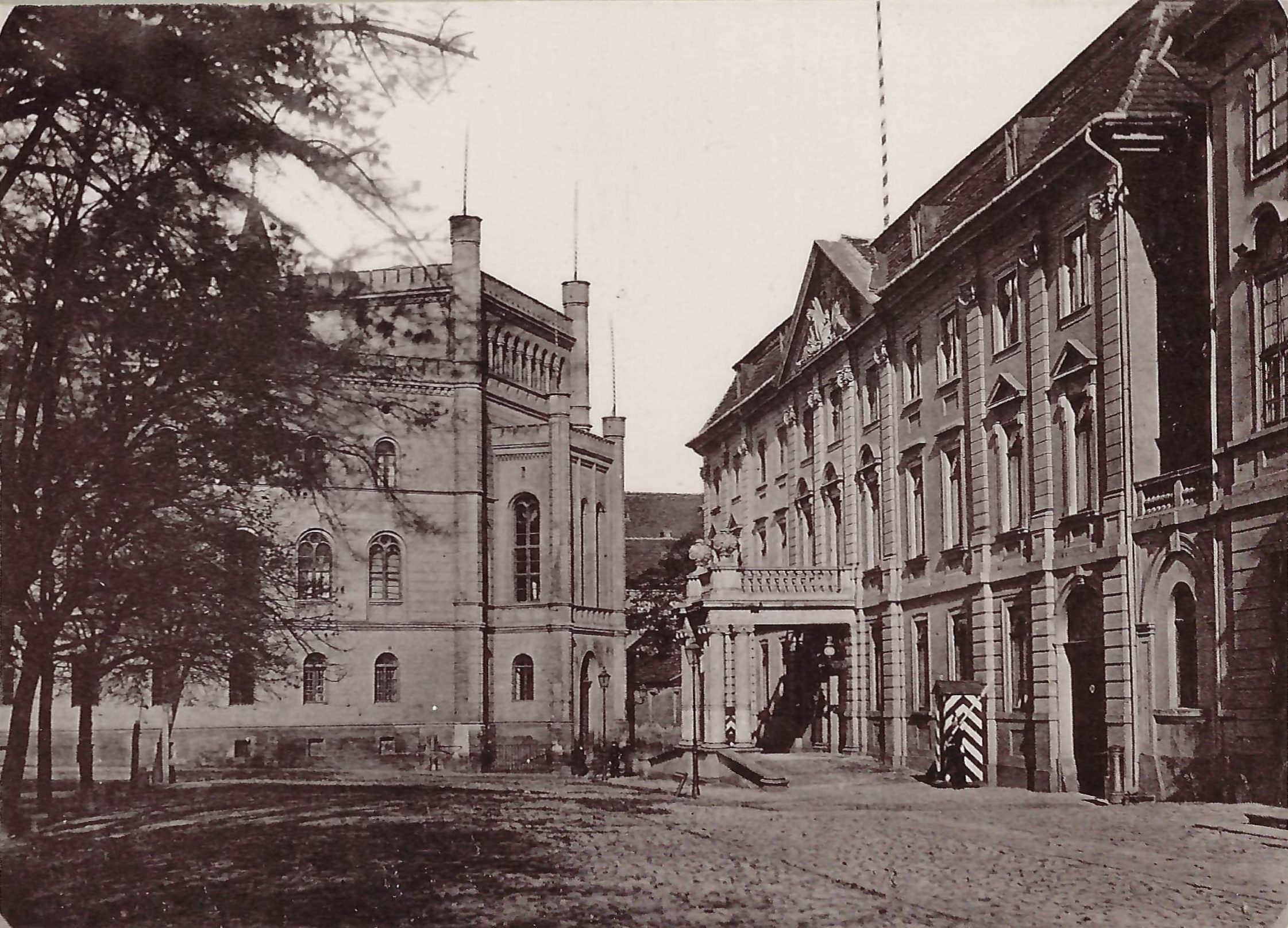
Domplatz 6 (links) in der Zeit vor 1890 als Sitz des Landgerichts

Im 16. Jahrhundert befand sich an dieser Stelle ein baufälliges Gebäude, in dem Johann Focke gelebt hatte. Es gehörte dem Domkapitel Magdeburg und gelangte 1565 im Zuge eines Grundstückstausches an den Domdechanten Christoph von Möllendorf. Möllendorf errichtete hier ein neues Haus, die sogenannte Möllendorfsche Kurie. Zugleich entstanden auch Wirtschaftsbauten. In der Zeit um 1630 gehörte es dem Domherren Titke von Möllendorf. Unmittelbar vor der Zerstörung Magdeburgs im Jahr 1631 war der Generalmajor von Amsterroth im Haus einquartiert. Während der Zerstörung blieb das Haus erhalten, so dass der Feldherr Johann T’Serclaes von Tilly nach der Eroberung der Stadt hier Quartier bezog. Zwischen 1638 und 1645, Magdeburg war von Kursachsen besetzt, hatte der sächsische Oberst und Stadtkommandant August Adolf von Transdorf sein Hauptquartier im Haus. Eigentümer des Grundstücks war in dieser Zeit Fritz von Möllendorf, die Unterhaltung oblag der Stadt Magdeburg. Im Jahr 1647 stand das Haus leer, 1660 wurde es vom Erbe von Möllendorfs, dem Domherren Ulrich von Burgsdorf, für 6000 Taler an den Magdeburger Gouverneur, den Herzog August von Holstein-Plön, verkauft.
Er errichtete auf dem Grundstück einen Neubau, der oberhalb des Portals die Jahreszahl 1668 trug. Andere Angaben halten es auch für denkbar, dass es sich nicht um einen Neubau, sondern um umfangreiche Um- und Anbauten handelte. Der Herzog vermachte das Haus 1685 seiner Ehefrau Elisabeth von Anhalt-Harzgerode, verkaufte es dann jedoch am 14. August 1694 mit Genehmigung des Kurfürsten Friedrich Wilhelm für 6000 Taler an die Magdeburgischen Landstände. Im Haus wurde das Obersteuerdirektorium und spätere Kommissariat untergebracht. 1708 war es Sitz der Steuer- und späteren Kriegskasse. Mit dem Umzug der Regierung des Herzogtums Magdeburg von Halle (Saale) nach Magdeburg wurde das Gebäude Sitz der Regierung und des Konsistoriums. Außerdem hatten auch die Landstände weiterhin Zimmer im Haus. Der Bau wurde daher häufig in den Akten schlicht als die Regierung oder auch die Landschaft bezeichnet. Die Benennung der benachbarten Regierungsstraße geht auf die Funktion dieses Gebäudes zurück.
Zeitweise soll das Grundstück auch als Lazarett gedient haben, nach dem es vom Kloster Mariae Magdalenae verlegt worden war.

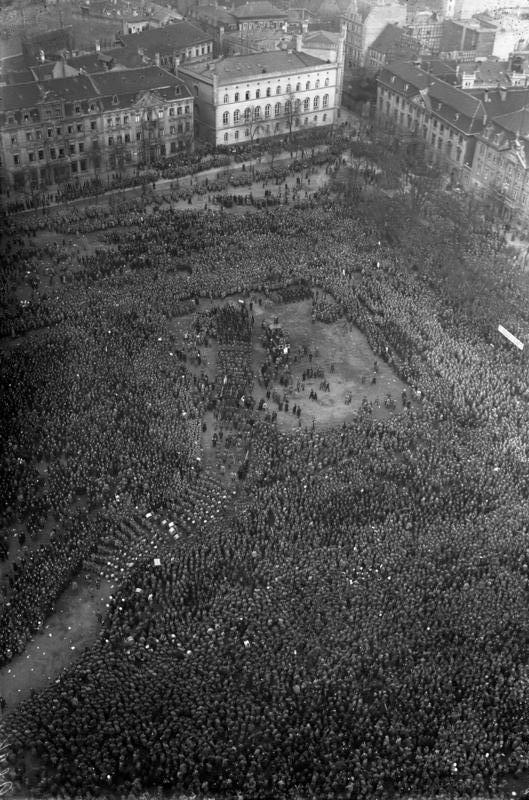
Demonstration im Jahr 1925 auf dem Domplatz, Haus Domplatz 6 oben

Nach der Gründung der Provinz Sachsen im Jahr 1815 wurde das Gebäude Sitz des Oberlandesgerichts. Das alte Gebäude wurde 1846 abgerissen und durch einen Neubau ersetzt. Westlich des Hauses befand sich ein Durchgang vom Domplatz zur damals nördlich gelegenen Kreuzgangstraße, der das Haus vom westlich gelegenen Gebäude Domplatz 7 trennte. Die Bauleitung oblag dem ehemaligen städtischen Baurat Schüler. In der Bauzeit bezog das Gericht übergangsweise das Knautsche Palais. Ab 1854 befand sich das Appellationsgericht Magdeburg im Gebäude. Das Gericht ging 1879 im neu gebildeten Oberlandesgericht Naumburg auf. Im Haus Domplatz 6 befand sich dann von 1879 bis 1905 das Landgericht Magdeburg. Ab 1905 wurde das Haus als Regierungsgebäude genutzt. So war hier das Provinzialschulkollegium, die preußischen Kulturämter und das Obere Fischereiamt untergebracht. Beim Luftangriff auf Magdeburg am 16. Januar 1945 wurde das Haus zerstört.

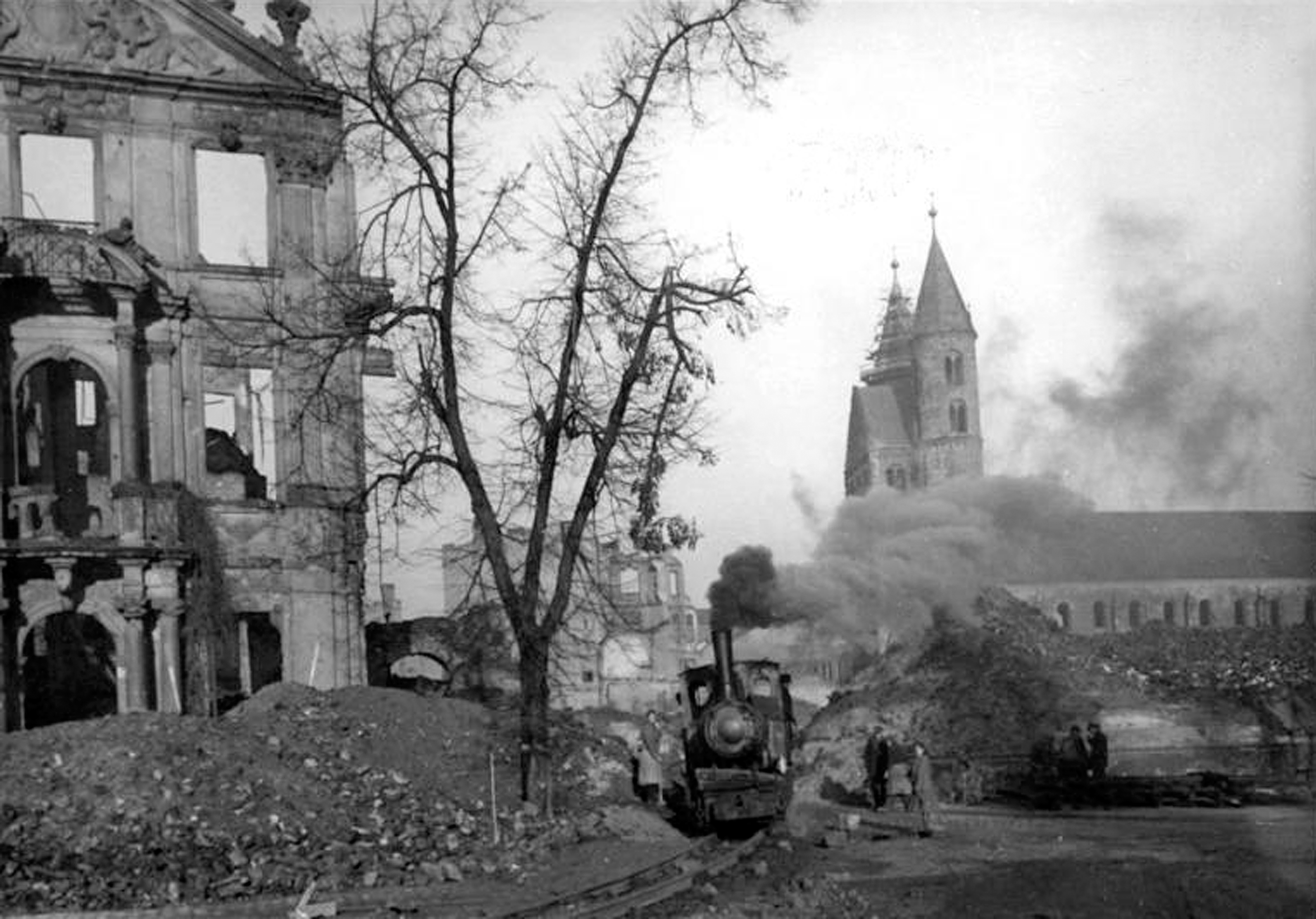
Reste des Hauses Domplatz 6 (rechts), Ruine des Hauses Domplatz 7 (links) im Februar 1950

Ab 1953 erfolgte der Wiederaufbau, wobei man sich nicht am ursprünglichen Bau orientierte, sondern den dreigeschossigen Neubau in barocker Formensprache an den erhaltenen westlichen Teil der nördlichen Bebauung des Domplatzes anpasste und direkt an das westlich stehende Haus Domstraße 7 anschloss und so den dort bis dahin bestehenden Durchgang nach Norden schloss. Die ursprünglich strenge Symmetrie der barocken Häuserzeile Domplatz 7, 8 und 9 ist seit diesem Anbau in dieser Form jedoch nicht mehr gegeben.
Die zum Domplatz ausgerichtete südliche Fassade ist elfachsig ausgeführt. Das Haus diente als Ingenieurschule für Wasserwirtschaft. 1973 wurde im Treppenhaus im ersten und zweiten Stockwerk die Glasinstallation Gutes Wasser – Gutes Leben von Richard O. Wilhelm eingebaut. Das Kunstwerk Lebensbaum von Heinrich Apel steht seit 1976 im Eingangsbereich des Hauses.
Nach Umbauten in den Jahren 1991/1992 wurde das Haus in den Komplex des Landtages von Sachsen-Anhalt eingegliedert.
Im Denkmalverzeichnis des Landes Sachsen-Anhalt ist das Verwaltungsgebäude unter der Erfassungsnummer 107 15043 als Baudenkmal verzeichnet.